# 愛知県道271号武豊港線

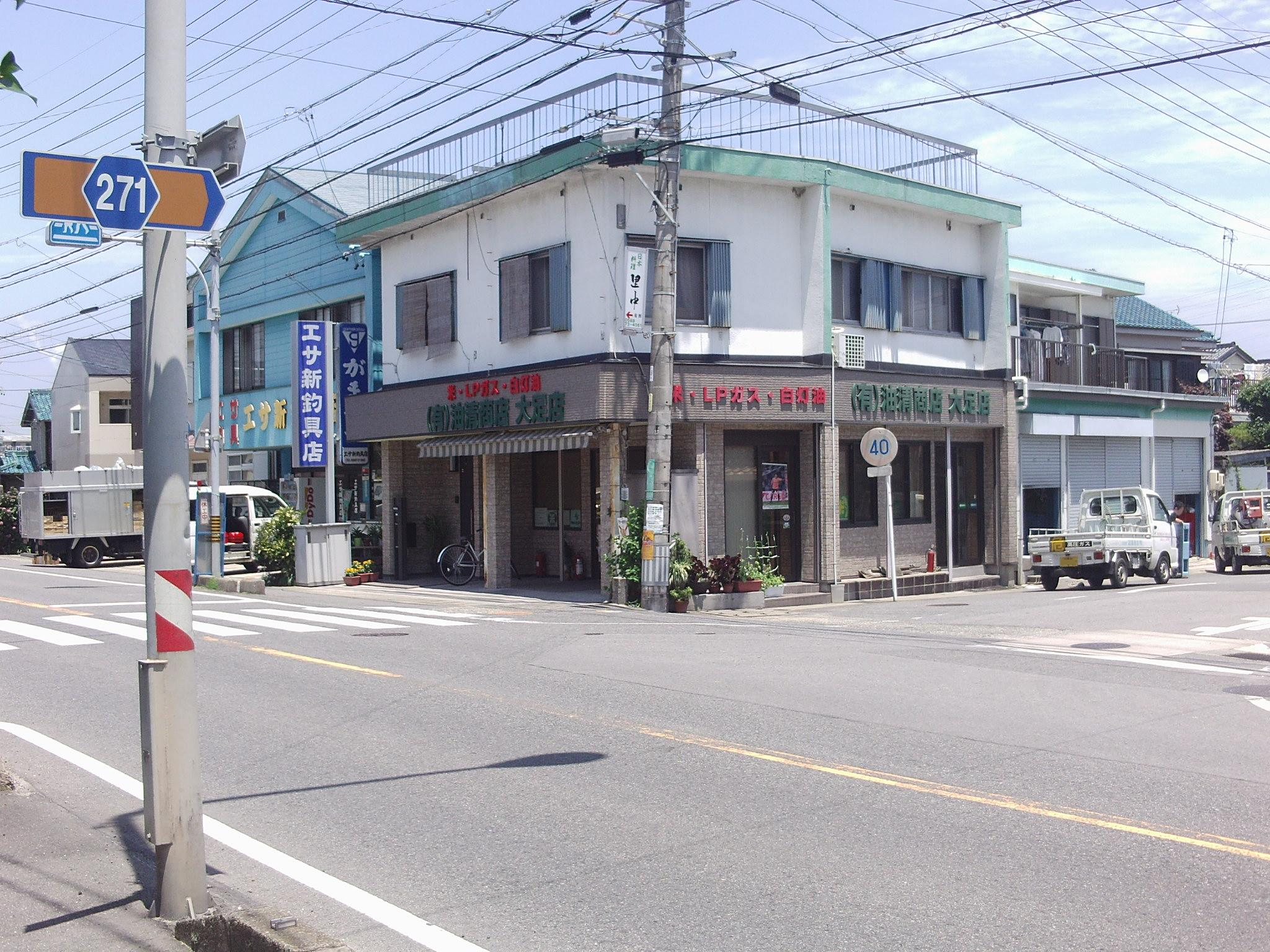
終点側。師崎街道に接する。

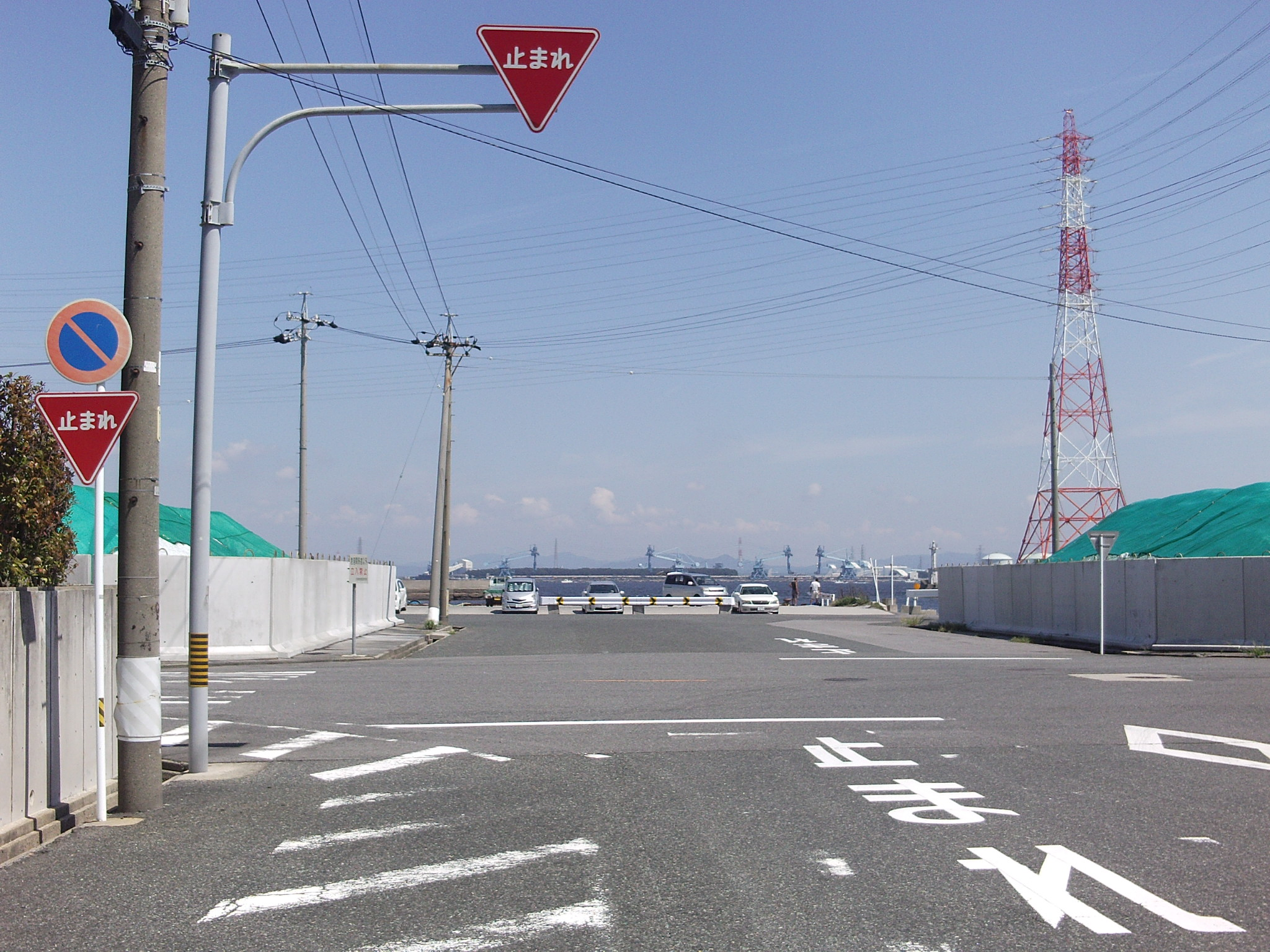
起点･武豊港。衣浦港港湾管理者により港湾関係者以外立ち入り禁止とされている。

愛知県道271号武豊港線（あいちけんどう271ごう たけとよこうせん）は、愛知県知多郡武豊町内を通る一般県道である。

## 概要

### 路線データ
- 起点：武豊港
- 終点：知多郡武豊町字里中
- 全長：約210m

## 路線状況

### 利用状況
交通量
| 平日12時間        | 平日24時間        |
| 2005年度⇒2010年度 | 2005年度⇒2010年度 |
| 3,748台⇒3,676台   | 5,135台⇒4,889台   |

## 沿革
- 1959年12月15日：認定

## 通過する自治体
- 愛知県
  - 知多郡
    - 武豊町

## 接続する道路
- 国道247号（師崎街道）

## 沿線・周辺
- 武豊鐡工所